# Freddy Adu
Pour les articles homonymes, voir Adu.
Fredua Korateng Adu, plus connu sous le nom de Freddy Adu, né le 2 juin 1989 à Tema (Ghana), est un joueur international américain de soccer jouant au poste d'attaquant.
Caractérisée par une exceptionnelle précocité, sa carrière débute en Major League Soccer où il se révèle à D.C. United et intègre rapidement la sélection américaine sénior tout en jouant régulièrement dans les équipes de jeunes. Parti pour l'Europe à seulement dix-huit ans avec le statut de grand espoir du football mondial, il rejoint le Benfica Lisbonne au Portugal qui le prête à divers clubs européens afin de l'aguerrir. Mais les attentes placées en lui sont constamment des échecs et il retourne aux États-Unis en 2011 pour jouer avec le Union de Philadelphie. Devenu un simple joueur de profondeur, il tente de nouveau des expériences qui s'avèrent décevantes au Brésil, en Serbie et en Finlande avant d'essayer de se relancer dans les ligues inférieures nord-américaines. À trente-et-un ans, dans une ultime tentative de revenir au professionnalisme, il rejoint l'Österlen FF, promu en troisième division suédoise mais sa méforme lui vaut de voir son contrat terminé après seulement un mois de pré-saison, alimentant les railleries sur une carrière gâchée.

## Biographie
Né au Ghana, Adu grandit aux États-Unis. Il opte pour la sélection nationale de son pays adoptif. À partir de novembre 2003 et à seulement quatorze ans, il s'engage avec l'équipe professionnelle de D.C. United en Major League Soccer. Son accession au statut de joueur professionnel se fait aux États-Unis mais ce n'était pas les occasions qui manquent pour s'exporter, puisque sa mère tout au long de l'enfance de son fils, refuse un certain nombre d'offres de clubs européens (intérêt de l'Inter Milan notamment). C'est l'intégration à Bradenton en 2002 qui lui donne l'occasion de dévoiler tous ses atouts sur le rectangle vert, et particulièrement lors de rencontres internationales avec l'équipe des États-Unis des moins de 17 ans. Il y marque d'ailleurs un but marquant contre la Corée, en dribblant quatre défenseurs avant de tromper en finesse le gardien.
Le 3 avril 2004, il joue sa première rencontre professionnelle à seulement quatorze ans contre les Earthquakes de San José. Après trois ans à D.C. United, il signe en décembre 2006 pour l'équipe du Real Salt Lake. Il est alors encore considéré comme l'un des joueurs les plus prometteurs du soccer mondial.
Adu est sollicité par le Ghana pour participer à la Coupe du monde de 2006 mais il refuse, indiquant qu'il ne souhaite pas revenir sur sa décision de porter le maillot américain.
Il fête ses 17 ans le 2 juin 2006, quatre jours avant la Coupe du monde en Allemagne et une semaine avant l'entrée en lice des États-Unis contre la République tchèque. Il n'est cependant pas sélectionné pour le voyage, le sélectionneur américain Bruce Arena préférant s'appuyer sur des internationaux évoluant en Europe comme Brian McBride et Claudio Reyna. Freddy Adu rate ainsi l'occasion de devenir le plus jeune joueur de l'histoire à avoir participé à une Coupe du monde de la FIFA.
À 18 ans, il signe le 28 juillet 2007 au Benfica Lisbonne pour un montant de 1,5 million d'euros.
En juillet 2008, il est prêté pour une saison à l’AS Monaco. Le prêt est assorti d'une option d'achat obligatoire à partir de dix matchs de championnat disputés par le joueur. Il ne dispute pas les deux premières journées de Ligue 1 car il participe aux Jeux olympiques avec la sélection américaine. Sa première apparition sous les couleurs de son nouveau club à lieu le 23 août 2008 contre le SM Caen. Il rentre en fin de match et ne dispute que 3 minutes de jeu. Par la suite, il ne bénéficie que d’un très faible temps de jeu et dispute au total neuf matchs de championnat. Son aventure au sein de la principauté s'avère être un échec et le club ne lève pas l'option d'achat.
Le 19 novembre 2008, Freddy inscrit son premier but en sélection d'un magnifique coup franc aux 18 mètres contre le Guatemala (victoire 2-0).
Lors de la saison 2009-2010, il est de nouveau prêté, cette fois au Belenenses mais il n'y reste que six mois. Le club lisboète le renvoie au Benfica lors du mercato d'hiver de 2009.
Le 6 janvier 2010, l'Aris Salonique annonce le prêt pour 18 mois de l'attaquant américain. Freddy Adu qui découvre ainsi son quatrième championnat à l'âge de 20 ans. Il est néanmoins libéré par les Grecs avant le terme de son contrat. Après des essais infructueux au FC Sion et au Randers FC, l'Américain est sans club en novembre 2010.
Au mercato hivernal 2011, il rejoint Rizespor en deuxième division turque  et parvient à atteindre les places de barrage. Il est rappelé à la surprise générale en sélection nationale en mai 2011.
Prêté depuis trois ans par le Benfica Lisbonne, il est transféré dans son pays natal au mercato 2011 au Union de Philadelphie. Il gagne une stabilité rare en comparaison avec ses saisons précédentes puisqu'il reste deux saisons et demie aux États-Unis. Mais au mercato hivernal 2013, il se tente au pari brésilien de l'EC Bahia. Six mois compliqués où il ne fait que quatre matchs sans délivrer de passe décisive, ni de but.
En juillet 2014, il signe un contrat de six mois avec le FC Jagodina. En décembre 2014, son court contrat arrive à terme et ses faibles performances (une rencontre) ne donnent guère envie aux dirigeants de le renouveler. Il se met alors à la recherche d'une nouvelle équipe.
 
En mars 2015, il retrouve un nouveau club, en Finlande, au KuPS,. Il quitte le club finlandais dès le mois de juillet après seulement cinq rencontres. 
En juillet 2015, il signe au Rowdies de Tampa Bay, en NASL. 
En mars 2018, il s'engage avec les Lights de Las Vegas en USL Championship. En juin 2018, il marque son premier but officiel depuis trois ans.

### Vie privée
Adu a entretenu une relation avec la chanteuse américaine JoJo de mai 2005 à septembre 2006.
Un article du Washington Post de novembre 2006 a rapporté que le couple s'est séparé au bout d'une année. JoJo a dit dans American Top 40 (en) présenté par Ryan Seacrest qu'elle et Adu sont toujours bons amis.

## Statistiques
| Saison                | Club                   | Championnat           | Championnat | Championnat | Coupe nationale | Coupe nationale | Coupe de la Ligue | Coupe de la Ligue | Compétition(s) continentale(s) | Compétition(s) continentale(s) | Compétition(s) continentale(s) | Séries | Séries | États-Unis | États-Unis | Total | Total |
| Saison                | Club                   | Division              | M.          | B.          | M.              | B.              | M.                | B.                | Comp.                          | M.                             | B.                             | M.     | B.     | M.         | B.         | M.    | B.    |
| 2004                  | D.C. United            | MLS                   | 30          | 5           | 1               | 0               | -                 | -                 | -                              | -                              | -                              | 3      | 0      | -          | -          | 34    | 5     |
| 2005                  | D.C. United            | MLS                   | 25          | 4           | 2               | 1               | -                 | -                 | CCC+CS                         | 3+2                            | 0+0                            | 1      | 0      | -          | -          | 33    | 5     |
| 2006                  | D.C. United            | MLS                   | 32          | 2           | 2               | 0               | -                 | -                 | -                              | -                              | -                              | 3      | 0      | 1          | 0          | 38    | 2     |
| 2007                  | Real Salt Lake         | MLS                   | 11          | 2           | 2               | 0               | -                 | -                 | -                              | -                              | -                              | -      | -      | -          | -          | 13    | 2     |
| 2007-2008             | Benfica Lisbonne       | Superligue            | 11          | 2           | 3               | 0               | 3                 | 3                 | C1+C3                          | 3+1                            | 0+0                            | -      | -      | 8          | 0          | 29    | 5     |
| 2008-2009             | AS Monaco (prêt)       | Ligue 1               | 9           | 0           | 0               | 0               | 1                 | 0                 | -                              | -                              | -                              | -      | -      | 4          | 1          | 14    | 1     |
| 2009-2010             | Benfica Lisbonne       | Liga                  | 0           | 0           | -               | -               | -                 | -                 | C3                             | 0                              | 0                              | -      | -      | 2          | 1          | 2     | 1     |
| 2009-2010             | CF Belenenses (prêt)   | Liga                  | 3           | 0           | 0               | 0               | 1                 | 0                 | -                              | -                              | -                              | -      | -      | -          | -          | 4     | 0     |
| 2009-2010             | Aris Salonique (prêt)  | Superleague           | 5           | 1           | 3               | 1               | -                 | -                 | -                              | -                              | -                              | 4      | 0      | -          | -          | 12    | 2     |
| 2010-2011             | Aris Salonique (prêt)  | Superleague           | 0           | 0           | 0               | 0               | -                 | -                 | C3                             | 0                              | 0                              | -      | -      | -          | -          | 0     | 0     |
| 2010-2011             | Çaykur Rizespor (prêt) | Ptt 1.Lig             | 11          | 3           | -               | -               | -                 | -                 | -                              | -                              | -                              | 2      | 0      | 2          | 0          | 15    | 3     |
| 2011                  | Union de Philadelphie  | MLS                   | 11          | 2           | 0               | 0               | -                 | -                 | -                              | -                              | -                              | 2      | 0      | -          | -          | 13    | 2     |
| 2012                  | Union de Philadelphie  | MLS                   | 24          | 5           | 4               | 3               | -                 | -                 | -                              | -                              | -                              | -      | -      | -          | -          | 28    | 8     |
| 2013                  | EC Bahia (prêt)        | Série A               | 2           | 0           | 0               | 0               | -                 | -                 | CS                             | 2                              | 0                              | -      | -      | -          | -          | 4     | 0     |
| 2014-2015             | FK Jagodina            | SuperLiga             | 0           | 0           | 1               | 0               | -                 | -                 | -                              | -                              | -                              | -      | -      | -          | -          | 1     | 0     |
| 2015                  | KuPS                   | Veikkausliiga         | 5           | 0           | 1               | 0               | -                 | -                 | -                              | -                              | -                              | -      | -      | -          | -          | 6     | 0     |
| 2015                  | Rowdies de Tampa Bay   | NASL                  | 8           | 0           | -               | -               | -                 | -                 | -                              | -                              | -                              | -      | -      | -          | -          | 8     | 0     |
| 2016                  | Rowdies de Tampa Bay   | NASL                  | 5           | 0           | 0               | 0               | -                 | -                 | -                              | -                              | -                              | -      | -      | -          | -          | 5     | 0     |
| 2018                  | Lights de Las Vegas    | USL                   | 14          | 1           | 1               | 0               | -                 | -                 | -                              | -                              | -                              | -      | -      | -          | -          | 15    | 1     |
| 2020                  | Österlen FF            | Division 2            | 0           | 0           | -               | -               | -                 | -                 | -                              | -                              | -                              | -      | -      | -          | -          | 0     | 0     |
| Total sur la carrière | Total sur la carrière  | Total sur la carrière | 192         | 25          | 19              | 5               | 5                 | 3                 | -                              | 11                             | 0                              | 11     | 0      | 17         | 2          | 255   | 35    |

## Palmarès
- Avec les  États-Unis :
  - Finaliste de la Gold Cup en 2009 et 2011
- Avec D.C. United :
  - Vainqueur de la Coupe de la Major League Soccer en 2004
- Avec Áris FC :
  - Finaliste de la Coupe de Grèce en 2010